# Магия’82
„Магия’82“ е български телевизионен филм (социално-психологическа драма) от 1988 година на режисьора Андрей Аврамов. Сценарият е написан от Боян Папазов. Оператор Иван Варимезов. Музиката е композирана от Любомир Денев, а художник е Евгения Раева. .

## Актьорски състав
| Роля               | Изпълнител                       |
| ------------------ | -------------------------------- |
| Стефан Мавродиев   | Жеко Жеков, младият бригадир     |
| Иван Златарев      | Демир Градев, отговорния партиец |
| Нина Стамова       | Вера Настева                     |
| Иван Джамбазов     | Кольо                            |
| Иван Несторов      | Ангел                            |
| Мария Никоевска    | секретарката                     |
| Явор Спасов        | Кънчо                            |
| Елефтери Елефтеров |                                  |